# Grand Rapids (Minnesota)
Grand Rapids és una població dels Estats Units a l'estat de Minnesota. Segons el cens del 2000 tenia 7.764 habitants.

## Demografia
Segons el cens del 2000, Grand Rapids tenia 7.764 habitants, 3.446 habitatges, i 1.943 famílies. La densitat de població era de 408,4 habitants per km².
Dels 3.446 habitatges en un 25,6% hi vivien nens de menys de 18 anys, en un 41,5% hi vivien parelles casades, en un 11,8% dones solteres, i en un 43,6% no eren unitats familiars. En el 38,1% dels habitatges hi vivien persones soles el 20,4% de les quals corresponia a persones de 65 anys o més que vivien soles. El nombre mitjà de persones vivint en cada habitatge era de 2,15 i el nombre mitjà de persones que vivien en cada família era de 2,82.
Per edats la població es repartia de la següent manera: un 22,1% tenia menys de 18 anys, un 10% entre 18 i 24, un 23,9% entre 25 i 44, un 21% de 45 a 60 i un 23% 65 anys o més.
L'edat mediana era de 41 anys. Per cada 100 dones de 18 o més anys hi havia 81,7 homes.
La renda mediana per habitatge era de 28.991 $ i la renda mediana per família de 39.468 $. Els homes tenien una renda mediana de 36.035 $ mentre que les dones 20.759 $. La renda per capita de la població era de 17.223 $. Entorn del 9,2% de les famílies i l'11,2% de la població estaven per davall del llindar de pobresa.

## Poblacions més properes
El següent diagrama mostra les poblacions més properes.